# Großsteingrab Schimm
Das Großsteingrab Schimm ist eine megalithische Grabanlage der jungsteinzeitlichen Trichterbecherkultur bei Schimm, einem Ortsteil von Lübow im Landkreis Nordwestmecklenburg (Mecklenburg-Vorpommern). Über Maße, Ausrichtung und Grabtyp liegen keine näheren Angaben vor. Robert Beltz führte die Anlage 1899 noch als erhalten, Ewald Schuldt 1972 hingegen als zerstört. Allerdings befindet sich zwischen Schimm und Tarzow, etwa 150 m östlich der A 14 in einem kleinen Waldstück der Rest eines Großsteingrabes, bei dem es sich um das Großsteingrab Schimm handeln könnte.